# اره زنجیری

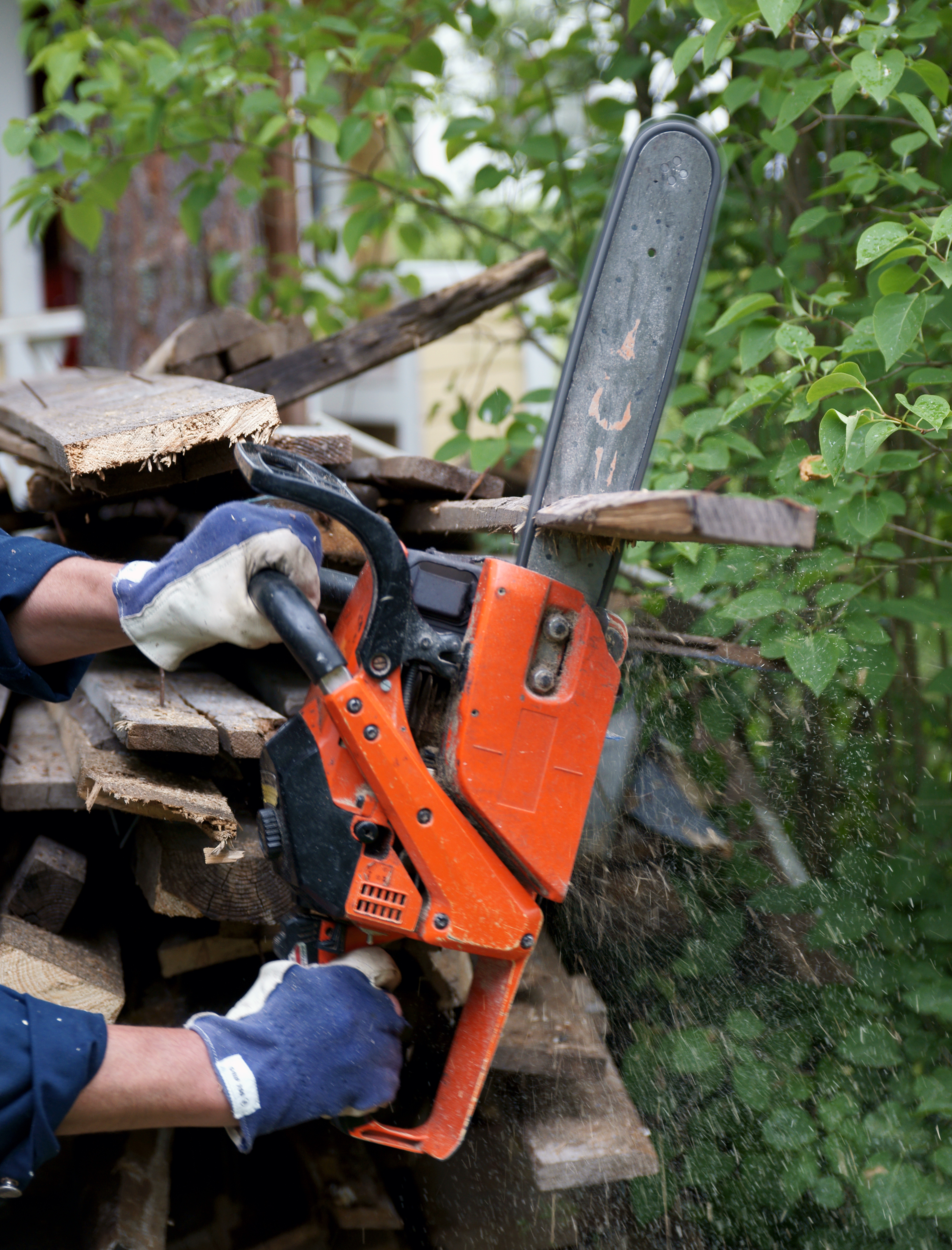
یک یک اره زنجیزی موتوردار

اَره زنجیری (به انگلیسی: Chainsaw) که بعضا با نام‌های اَره برقی یا اَره موتوری هم شناخته می‌شود، نام نوعی اره است که به صورت دستی یا با استفاده از الکتریسیته، نیروی هیدرولیک یا یک موتور دو زمانه کار می‌کند. از این وسیله جهت بریدن درختان، هرس درختان یا تهیه هیزم استفاده می‌شود. مکانیزم کارکرد آن به این صورت است که دندانه‌های اره به صورت یک زنجیر به یک محور دورانی متصل است که با گردش موتور زنجیر اره کردن آغاز می‌شود.

## تاریخچه در پزشکی

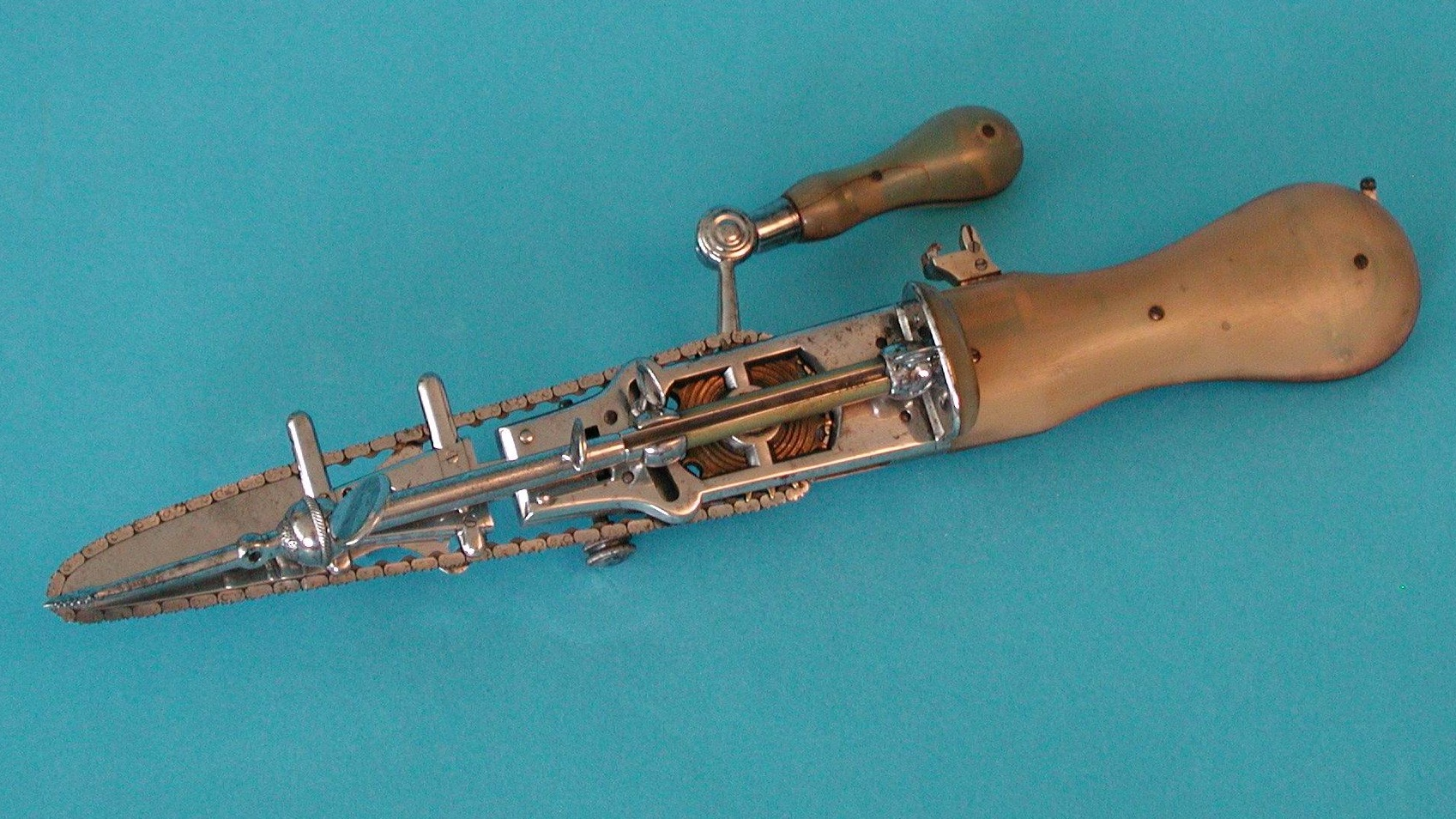
یک استئوتوم، ابزاری که در گذشته از آن برای برش استخوان لگن زنان باردار و کمک به وضع حمل استفاده می‌شد.

ایده و نمونه اولیه اره زنجیری که امروزه می‌شناسیم و در کارهایی که با چوب سروکار داریم از آن استفاده می‌کنیم، در اواخر قرن هجدهم میلادی توسط دو پزشک اسکاتلندی به نام‌های جان آیتکن(John Aitken) و جیمز جفری (James Jeffray) برای استفاده در جراحی لگن و خارج کردن استخوان از بدن بیماران در آن سال‌ها اختراع شد.
اره زنجیری دارای نوعی زنجیر ریز، دندانه دار بود که برش در قسمت مقعر جلوی آن صورت می‌گرفت. این اختراع حتی در قرن نوزدهم هم به عنوان یک وسیله مهم در جراحی‌ها مورد استفاده قرار می‌گرفت و از آن استفاده می‌شد. می‌توان گفت اره زنجیری به عنوان یک ابزار پزشکی در حدود سال ۱۹۳۰ میلادی توسط یک ارتوپد آلمانی به نام برنارد حین (Bernard Heine) ساخته شد. این ابزار در آن زمان Osteotome نام داشت و دارای زنجیری شامل برنده‌های کوچک و ریز متصل به هم بود. زنجیر این دستگاه توسط یک اهرم دستی متصل به چرخ دنده، حول تیغه چرخانده می‌شد. این دستگاه هم برای برش استخوان مورد استفاده قرار می‌گرفت.